# Kalmar stift
Kalmar stift var ett stift inom Svenska kyrkan mellan åren 1678 och 1915, då det gick upp i Växjö stift. 1603 till 1678 var det superintendentia, en sorts förberedelse till stiftinrättande. Stiftet omfattade ungefär halva fastlandsdelen av Kalmar län samt hela Öland och bestod av kontrakten Norra Möre, Södra Möre, Stranda kontrakt, Handbörds kontrakt, Ölands norra kontrakt, Ölands medelkontrakt och Ölands södra kontrakt.:224

## Historia

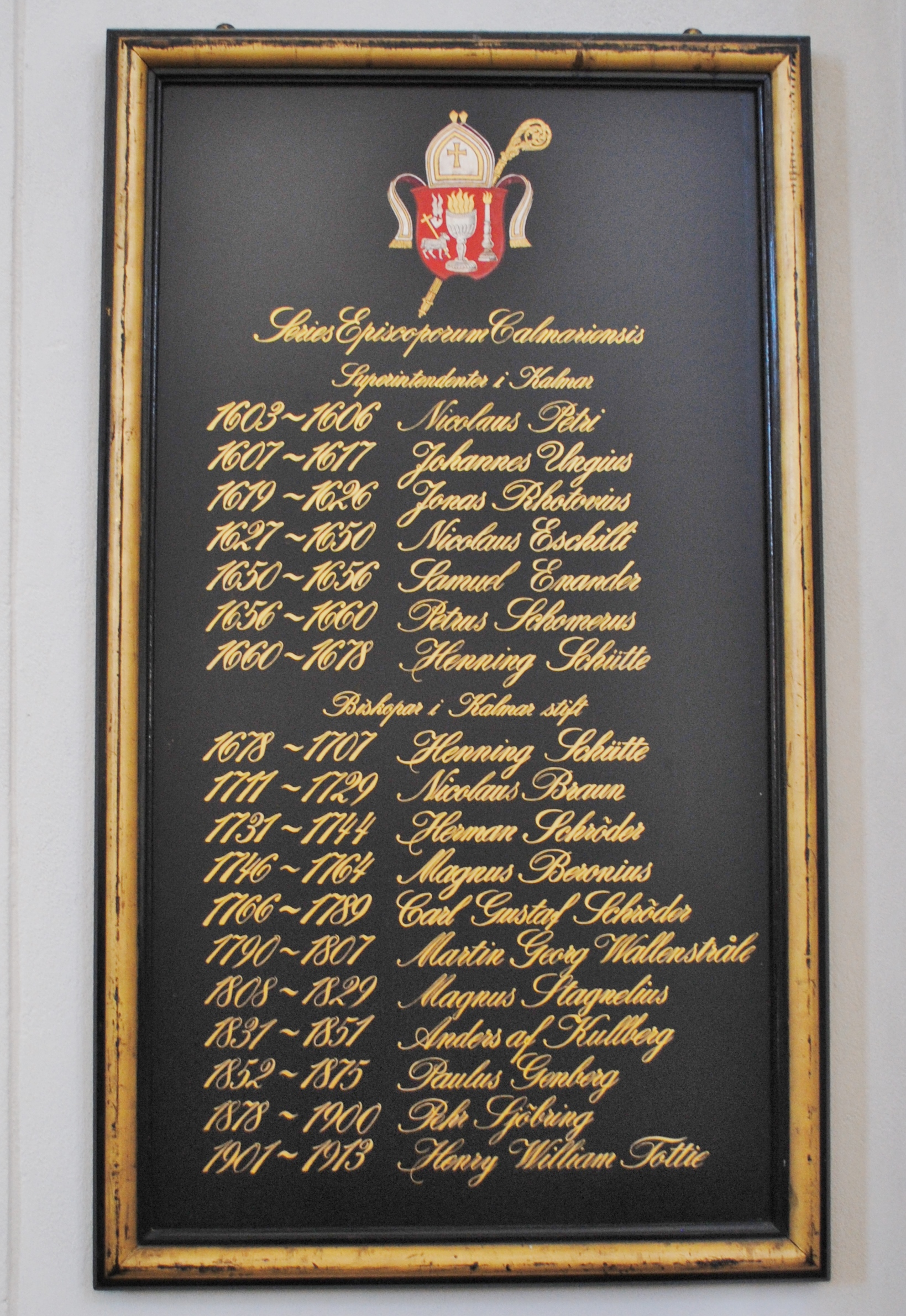
"Series Episcoporum Calmariensis". Förteckning över superintendenter och biskopar i Kalmar stift, målad 1985. Vapenmålningen utförd av Bengt Olof Kälde. Foto från Kalmar domkyrka.

I samband med reformationen sökte statsmakten minska biskoparnas, och då inte minst biskopen i Linköpings stifts, makt. Som en del av detta utnämndes ordinarius eller superintendent i de gamla stiften, vilka erhöll en regional maktutövning, som kunde anses vara i betydande utsträckning jämförbar med en biskops, utan att stiften formellt delades.  
Varken ordinarius eller superintendenter hade erhållit  biskopsvigning, och var således inte, i denna mening, delaktiga av den apostoliska successionen. Karl XI upphöjde emellertid superintendenturen i Kalmar till biskopsdöme den 5 april 1678.
Åren 1678–1680 ingick även östra Blekinge i stiftet. Under några decennier på 1600-talet tillhörde även den norra delen av länet till Kalmar stift, men det återfördes snart till Linköpings stift eftersom kungamakten vill ge ökat ekonomiskt underlag för det nyinrättade Linköpings gymnasium.  När Kalmar län 200 år senare blev delat i två landsting kom gränsen mellan dem att sammanfalla med stiftsgränsen. Den lilla storlek som stiftet därmed fick skulle också med tiden motivera att Kalmar stift borde dras in när Luleå stift skulle upprättas 1904.
Anledningen till att Kalmar stift drogs in var krav från riksdagen, då man ville minska kostnaderna, eftersom det ansågs nödvändigt att bilda Luleå stift.Kalmar stift var det minsta i riket. Inför Kalmar stifts indragning bestämdes redan 1901 att om biskopen i Växjö stift (N.J.O.H. Lindström) avled före biskopen i Kalmar stift (Henry William Tottie), skulle Tottie automatiskt bli biskop i Växjö stift och vara förpliktad att flytta till Växjö.  Om däremot Tottie avled före Lindström skulle stiftssammanläggningen ske med förpliktelse för Lindström att vara biskop över det utvidgade stiftet, vilket alltså innebar att Kalmar stift skulle uppgå i Växjö stift. Detta reglerades i ett kungligt brev av 27 oktober 1903.:30, 225. Tottie avled 1913 och Lindström först 1916.
Kalmar stift hade då det upphörde 7 kontrakt,:30 45 pastorat:28 och 69 församlingar.:26 Stiftsstad var Kalmar, och Kalmar domkyrka har fortfarande domkyrkas rang. Då biskopen i Växjö är officiant i domkyrkan i Kalmar använder han den senares biskopsornat.
En bestående effekt av denna stiftsuppdelning är att de båda äldre svenska universitetsstäderna Lund och Uppsala har varsin studentnation med kalmarstiftet som traditionellt upptagningsområde; Kalmar nation, Lund och Kalmar nation, Uppsala. Detta var en följd av indigenatsrätten som följde med stiftsuppdelningen i äldre tider och det faktum att merparten av dåtidens studenter studerade vid teologiska fakulteten och blev präster.

## Befattningshavare i Kalmar
Ordinarius i Kalmar
- Petrus Caroli 1555–1568, 1570–1583, kyrkoherde
- för 1569, se Nicolaus Canuti

Superintendenter i Kalmar stift
- Nicolaus Petri 1603–1606
- Johannes Petri Ungius 1607–1617
- Jonas Rothovius 1618–1625
- Nicolaus Eschilli 1627–1650
- Samuel Enander 1650–1655
- Petrus Schomerus 1656–1660
- Henning Schütte 1660–1678

Biskopar i Kalmar stift
- Henning Schütte 1678–1707
- Nicolaus Nicolai Braun 1711–1729
- Herman Schröder 1729–1744
- Magnus Beronius 1745–1764
- Karl Gustav Schröder 1764–1789
- Martin Georg Wallenstråle 1789–1807
- Magnus Stagnelius 1807–1829
- Anders Carlsson af Kullberg 1830–1851
- Paulus Genberg 1852–1875
- Pehr Sjöbring 1876–1900
- Henry Tottie 1900–1913
- N.J.O.H. Lindström 1913-1915, tillförordnad biskop